# نبيل يعلاوي
نبيل يعلاوي (مواليد 1 مايو 1987 في مغنية) هو لاعب كرة قدم جزائري يلعب حاليًا مع اتحاد عنابة في الرابطة الجزائرية المحترفة الثانية لكرة القدم.

## مشواره في النوادي

### شبيبة القبائل
في 6 يونيو 2010، وقع يعلاوي عقدًا لمدة عام واحد مع شبيبة القبائل. في 19 سبتمبر 2010، سجل يعلاوي هدفا في مرمى نادي هارتلاند النيجيري في دور المجموعات بدوري أبطال أفريقيا 2010. بعد أسبوع، في أول مباراة له في الدوري مع النادي، في 25 سبتمبر 2010، سجل هدفًا في مباراة فاز به ناديه بـ3-2 على جمعية الخروب.

### مولودية الجزائر
في 28 يوليو 2011، وقع يعلاوي عقدًا لمدة عام واحد مع مولودية الجزائر.

## تتويجات
- فاز ببطولة الرابطة الجزائرية المحترفة الثانية لكرة القدم مرة مع وداد تلمسان سنة 2009
- فاز بكأس الجزائر مرة مع شبيبة القبايل سنة 2011

## روابط خارجية
- نبيل يعلاوي على موقع قاعدة بيانات كرة القدم.إي يو (الإنجليزية)
- نبيل يعلاوي على موقع Soccerway.com (الإنجليزية)